# BareNaked
BareNaked je čtvrté studiové album americké herečky a zpěvačky Jennifer Love Hewittové. Vydalo jej v říjnu roku 2002 hudební vydavatelství Jive Records. Producenty alba byli Gregg Alexander a Meredith Brooks, která je rovněž spoluautorkou několika písní. V hitparádě Billboard 200 se deska umístila na 37. příčce.

## Seznam skladeb
| Pořadí | Název                   | Autor                                                                | Délka |
| ------ | ----------------------- | -------------------------------------------------------------------- | ----- |
| 1.     | BareNaked               | Jennifer Love Hewittová, Meredith Brooks, Guy Erez, Emerson Swinford | 3:42  |
| 2.     | Can I Go Now            | Brooks, Livingstone Brown, Mike Stevens                              | 3:36  |
| 3.     | You                     | Hewittová, Brooks                                                    | 3:41  |
| 4.     | Hey Everybody           | Hewittová, Brooks, Brown                                             | 4:07  |
| 5.     | Where You Gonna Run To? | Hewittová, Brooks, Paul Goldo                                        | 3:33  |
| 6.     | I Know You Will         | Hewittová, Brooks, David Darling                                     | 3:18  |
| 7.     | Rock the Roll           | Hewittová, Brooks, Goldo                                             | 3:44  |
| 8.     | Stand in Your Way       | Brooks, Brown, Shelly Peiken                                         | 4:13  |
| 9.     | First Time              | Brooks, Guy Erez, Goldo, Swinford                                    | 3:49  |
| 10.    | Stronger                | Hewittová                                                            | 3:21  |
| 11.    | Avenue of the Stars     | Hewittová, Brooks, Andy Goldmark, Scot Sax                           | 4:06  |
| 12.    | Me and Bobby McGee      | Fred Foster, Kris Kristofferson                                      | 3:34  |
| 13.    | Just Try (bonus)        | Brooks, Brian McKnight                                               | 3:44  |

## Obsazení
- Jennifer Love Hewittová – zpěv
- Andrew Boston – diskžokej
- Dustin Boyer – kytara, aranžmá
- Meredith Brooks – kytara, doprovodné vokály
- Livingstone Brown – baskytara, klávesy
- Chris Canute – perkuse, aranžmá
- Goldo – klávesy, zpěv
- Glen Holmen – baskytara
- Abe Laboriel, Jr. – bicí
- Michael Parnell – klávesy
- Carolyn Perry – doprovodné vokály
- Darlene Perry – doprovodné vokály
- Sharon Perry – doprovodné vokály
- Rose Stone – doprovodné vokály
- Emerson Swinford – kytara